# Cmentarz komunalny przy ul. Tanowskiej w Policach
Cmentarz komunalny przy ul. Tanowskiej w Policach – cmentarz komunalny na Osiedlu Gryfitów w Policach. 
Znajduje się między ulicami Wróblewskiego, Siedlecką, Tanowską i Piłsudskiego. Jest otoczony Lasem Polickim, tj. fragmentem Puszczy Wkrzańskiej znajdującym się między ulicami Tanowską a Wróblewskiego. Składa się z 36 kwater.